# Коробоничи (станция)
Коробоничи — железнодорожная станция в Унечском районе Брянской области в составе Павловского сельского поселения.

## География
Находится в центральной части Брянской области на расстоянии приблизительно 10 км на восток-северо-восток по прямой от вокзала железнодорожной станции Унеча.

## История
Станция появилась в конце XIX века после завершения строительства Полесской железной дороги. На карте 1941 года отмечена как разъезд.

## Население
Численность населения: 277 человек (русские 73 %) в 2002 году, 180 в 2010.